# American Midland Naturalist
American Midland Naturalist é uma revista científica  trimestral revisada por pares que publica artigos da área de história natural.
Foi fundada em 1909 por Júlio Nieuwland e é publicada pela Universidade de Notre Dame. De acordo com o Journal Citation Reports, a revista tinha um fator de impacto de 0.621 em 2013.